# Capela de Nossa Senhora da Vitória (Camarate)
A Capela de Nossa Senhora da Vitória localiza-se na quinta do mesmo nome, ao longo do percurso da Rua da Casa de Repouso dos Motoristas, na vila de Camarate, Município de Loures.
Trata-se de uma capela do século XVIII, destacando-se o seu revestimento em azulejo com cenas do Antigo Testamento.
Nesta quinta passou a sua infância o poeta Mário de Sá-Carneiro.
Foi declarada Imóvel de Interesse Público pelo decreto-lei n.º 129/77, de 29 de Setembro de 1977.